# Cyclocosmia subricketti
Espèce
Cyclocosmia subricketti est une espèce d'araignées mygalomorphes de la famille des Halonoproctidae.

## Distribution
Cette espèce est endémique de Chongqing en Chine,. Elle se rencontre dans le district de Beibei.

## Description
La femelle holotype mesure 29,25 mm et le mâle paratype 22,78 mm.

## Publication originale
- Yu & Zhang, 2018 : On three species of the trapdoor spider genus Cyclocosmia from China (Araneae, Halonoproctidae). Zootaxa, no 4532(2), p. 248-256.